# Skalić
Paul Skalich (1534–1573), também conhecido como Stanislav Pavao Skalić ou Paulus Scalichius de Lika, foi um enciclopedista e humanista da Renascença, nascido em Zagreb, na atual Croácia.

## Obras
- Encyclopediae seu orbis disciplinarum... (1559)
- Dialogus P. Scalichii de Lika ... de Missa (1558)
- Glossa Pauli Scalichii de Lika ... in triginta duos Articulos Canonis Missae ex Apostolo  (1558)